# Lê Lợi, Chí Linh
Lê Lợi là một xã thuộc thành phố Chí Linh, tỉnh Hải Dương, Việt Nam.

## Địa lý
Xã Lê Lợi nằm ở phía tây thành phố Chí Linh, có vị trí địa lý:
- Phía đông giáp xã Bắc An
- Phía tây giáp xã Hưng Đạo
- Phía nam giáp các phường Cộng Hòa, Phả Lại và Văn An
- Phía bắc giáp tỉnh Bắc Giang.

Xã Lê Lợi có diện tích 26,31 km², dân số năm 1999 là 8057 người, mật độ dân số đạt 306 người/km².

## Lịch sử
Sau năm 1975, Lê Lợi là một xã thuộc huyện Chí Linh.
Ngày 12 tháng 2 năm 2010, Chính phủ ban hành Nghị quyết số 09/NQ-CP thành lập thị xã Chí Linh trên cơ sở toàn bộ diện tích và dân số của huyện Chí Linh, xã Lê Lợi thuộc thị xã Chí Linh.
Ngày 10 tháng 1 năm 2019, Ủy ban Thường vụ Quốc hội ban hành Nghị quyết số 623/NQ-UBTVQH14 thành phố Chí Linh trên cơ sở toàn bộ diện tích và dân số của thị xã Chí Linh, xã Lê Lợi thuộc thành phố Chí Linh như hiện nay.